# Ecdyonurus
Genre
Ecdyonurus est un genre d'insectes ailés de l'ordre des éphéméroptères.
À la différence d'éphémères tels que les membres du genre Baetis, qui ont un œil double, apte à percevoir la polarisation de la lumière, les Ecdyonurus ont un œil simple, ce qui n'exclut pas qu'ils soient néanmoins sensibles à la polarisation de la lumière (polarotaxie).

## Liste des espèces
Selon ITIS (4 janvier 2023) :
- Ecdyonurus bellus (Allen & Cohen, 1977)
- Ecdyonurus criddlei (McDunnough, 1927)
- Ecdyonurus simplicioides (McDunnough, 1924)

Selon NCBI (4 janvier 2023) :
- Ecdyonurus asiaeminoris
- Ecdyonurus aurantiacus
- Ecdyonurus aurasius
- Ecdyonurus corsicus
- Ecdyonurus criddlei
- Ecdyonurus dispar
- Ecdyonurus eurycephalus
- Ecdyonurus fractus
- Ecdyonurus helveticus
- Ecdyonurus insignis
- Ecdyonurus kibunensis
- Ecdyonurus levis
- Ecdyonurus macani
- Ecdyonurus picteti
- Ecdyonurus rothschildi
- Ecdyonurus simplicioides
- Ecdyonurus subalpinus
- Ecdyonurus submontanus
- Ecdyonurus tigris
- Ecdyonurus torrentis
- Ecdyonurus venosus
- Ecdyonurus viridis
- Ecdyonurus vitoshensis
- Ecdyonurus zelleri

Quatre espèces sont connues en Europe :
- Ecdyonurus aurantiacus (Bürmeister, 1839)
- Ecdyonurus insignis (Eaton, 1870)
- Ecdyonurus torrentis Kimmins, 1942
- Ecdyonurus venosus (Fabricius, 1775)

NB : deux espèces vivant aux Pays-Bas ont disparu :
- Ecdyonurus affinis
- Ecdyonurus dispar (Curtis, 1834)